# Busto di Beatrice d'Este
Il Busto di Beatrice d'Este è una scultura in marmo raffigurante la duchessa di Bari Beatrice d'Este in età ancora adolescenziale, conservata al Museo del Louvre e attribuita allo scultore Gian Cristoforo Romano.

## Storia
Proveniente dalla vecchia collezione Grimani di Venezia, il busto fu probabilmente venduto a Parigi nel 1837. L'iscrizione presente sul piedistallo "DIVAE / BEATRICI / D[ucis] HERC[ulis] F[ilae]" (Alla divina Beatrice, figlia del duca Ercole) indica che la giovane fu ritratta in un periodo precedente alle sue nozze con Ludovico il Moro, dunque negli anni che vanno dal 1485 al 1490, durante la sua permanenza alla corte di Ferrara.
Dapprima attribuito a Desiderio da Settignano, poi perfino a Leonardo da Vinci, una serie di studi di Lionello Venturi hanno portato ad avanzare il nome di Gian Cristoforo Romano per l'esecuzione del busto e una datazione all'incirca al 1490. Esso sarebbe, secondo un'ipotesi, un ritratto commissionato da Ludovico il Moro per la fidanzata in procinto di divenire sua moglie.

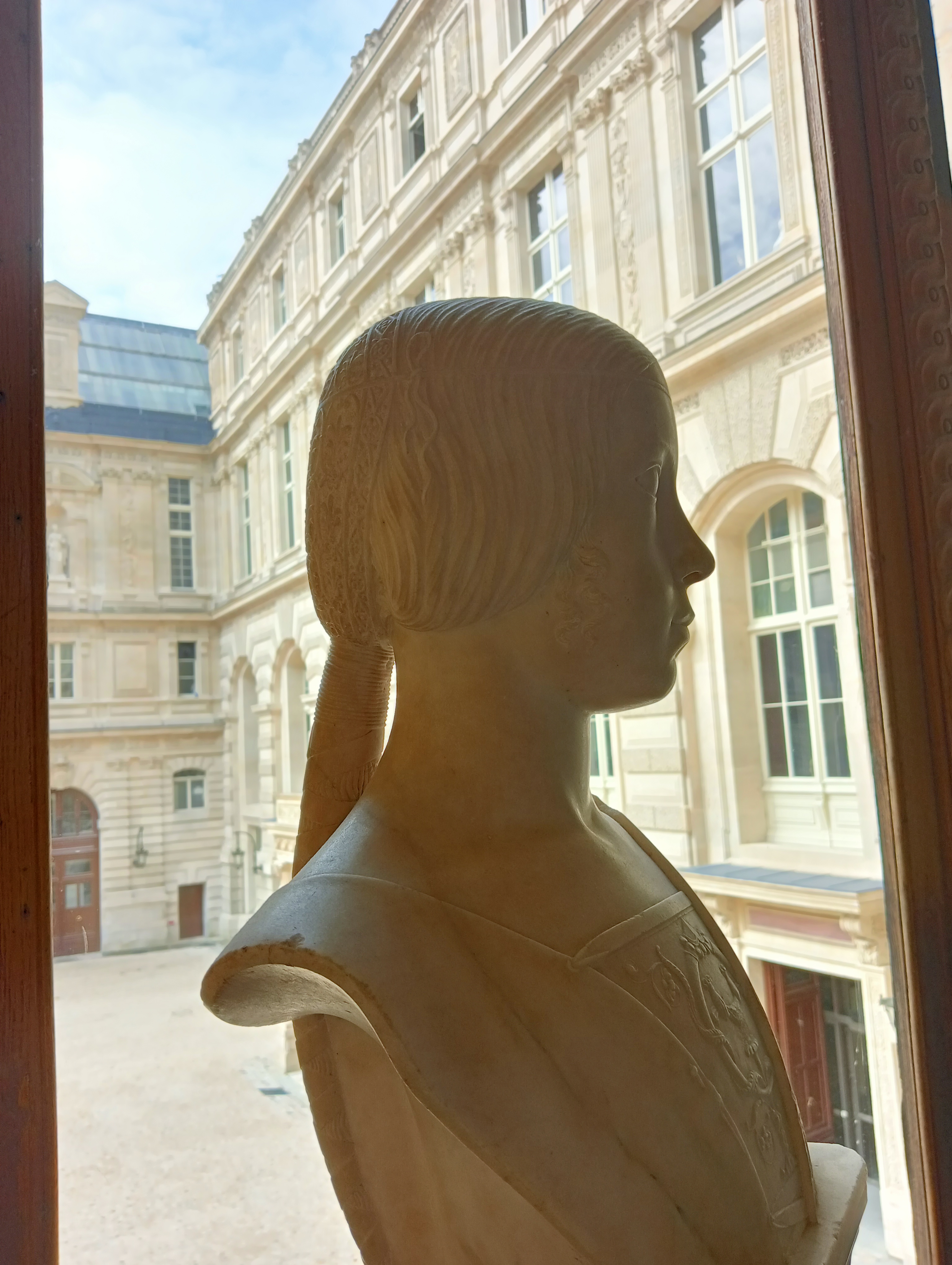
Il busto nella sua attuale collocazione al Louvre

La sua attuale collocazione è nel Dipartimento di Sculture del Medioevo, Rinascimento e Età Moderna del Museo del Louvre di Parigi.
(Robert de La Sizeranne, Béatrice d'Este et sa cour, 1920, p. 83.)

## Descrizione
Il busto a tutto tondo raffigura con assoluto realismo la giovane ritratta secondo la moda iberico-napoletana assunta durante l'infanzia a Napoli, col tipico coazzone (caratteristico di Beatrice in ogni suo ritratto) e la sbernia asimmetrica su una sola spalla ornata da larghi ed eleganti ricami. I rilievi sul petto rappresentano la singolare unione tra l'anello diamantato degli Estensi, impresa personale di Ercole d'Este, padre di Beatrice, e il buratto, ossia le due mani nell'atto di strizzare un panno, impresa sforzesca assunta da Ludovico il Moro, marito della giovane. Ciò simboleggia dunque l'unione delle due casate, col panno strizzato nell'atto di fecondare il fiore, cioè Beatrice, che cresce all'interno dell'anello.

### Profilo

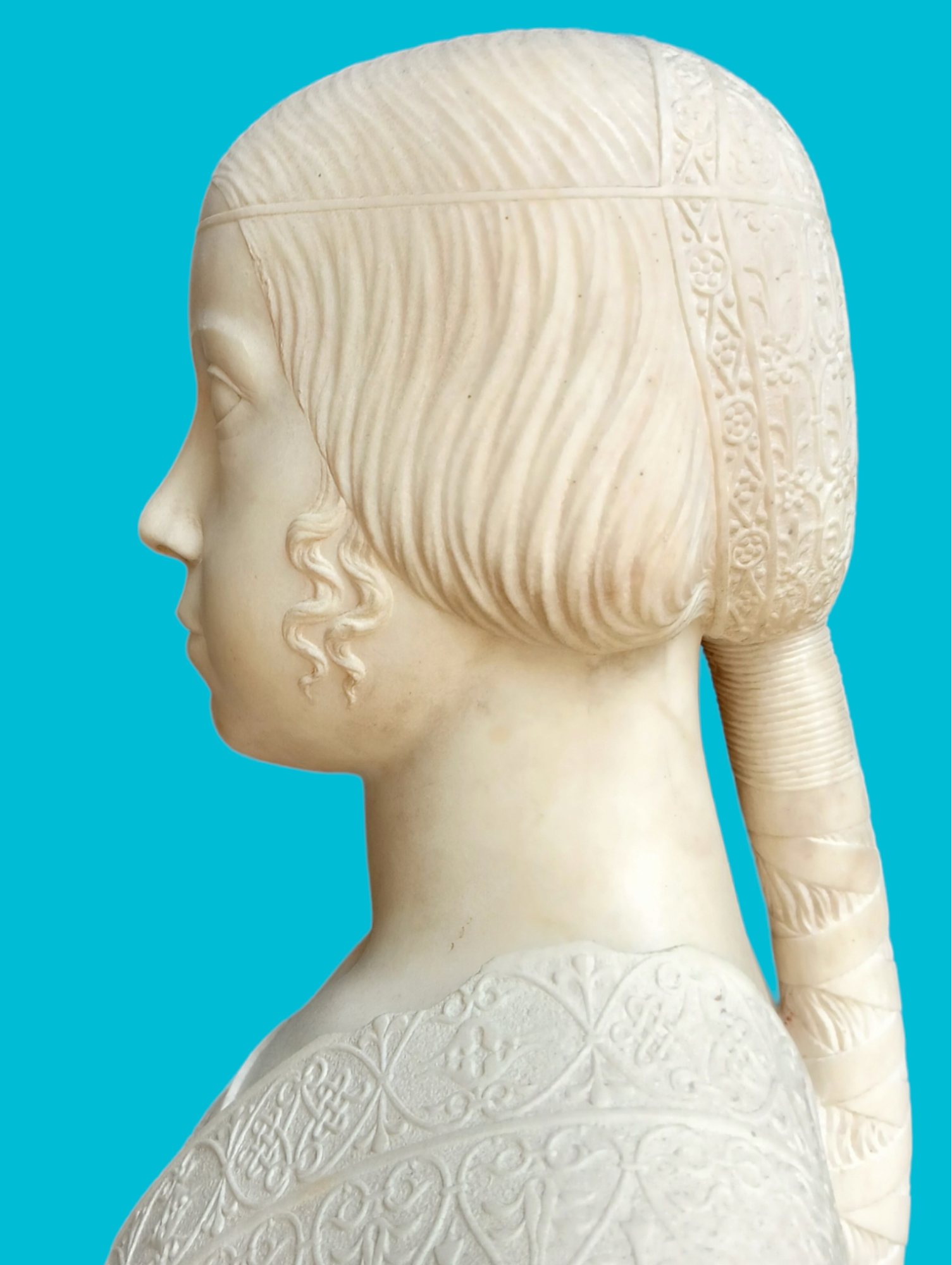
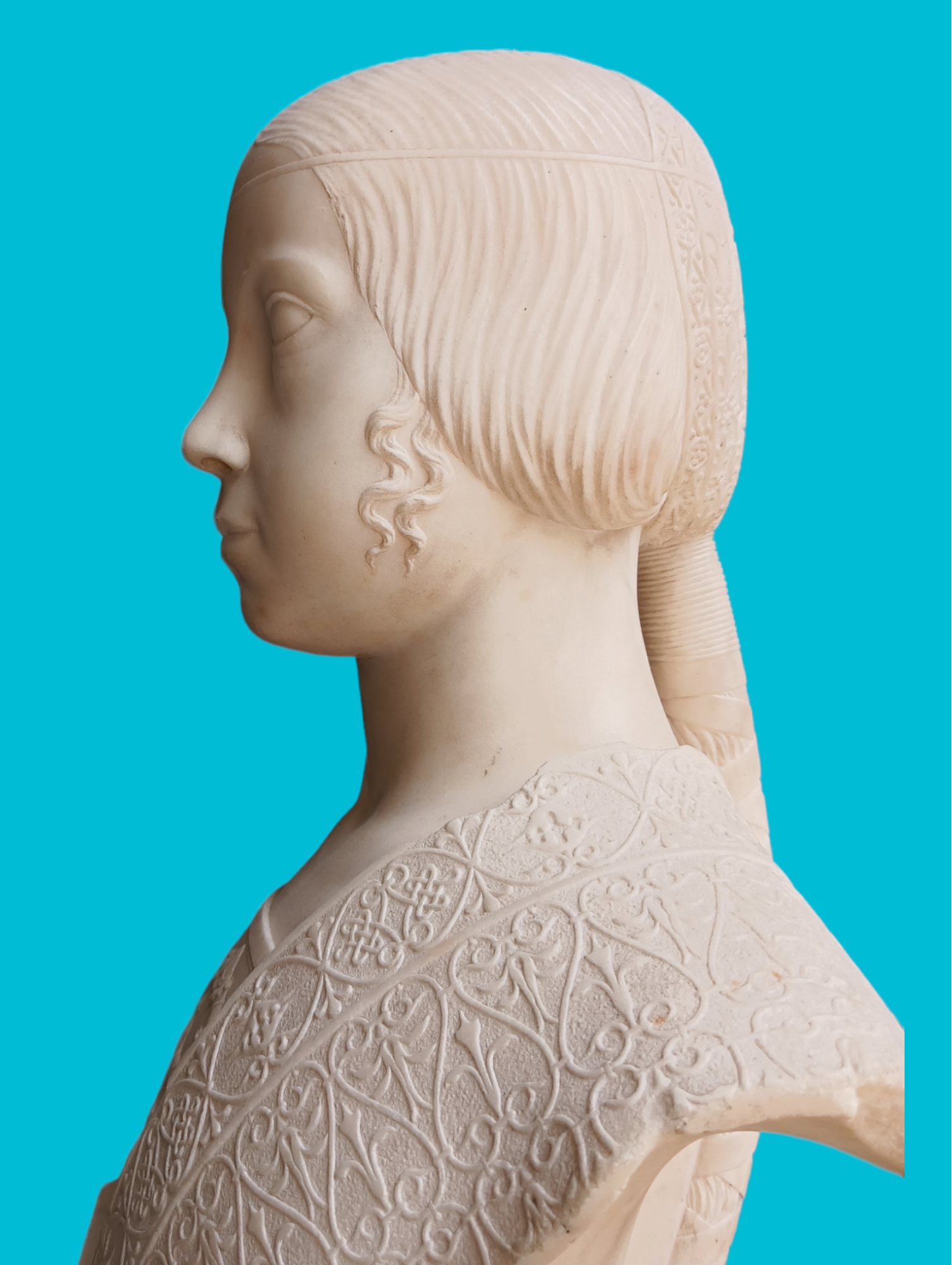
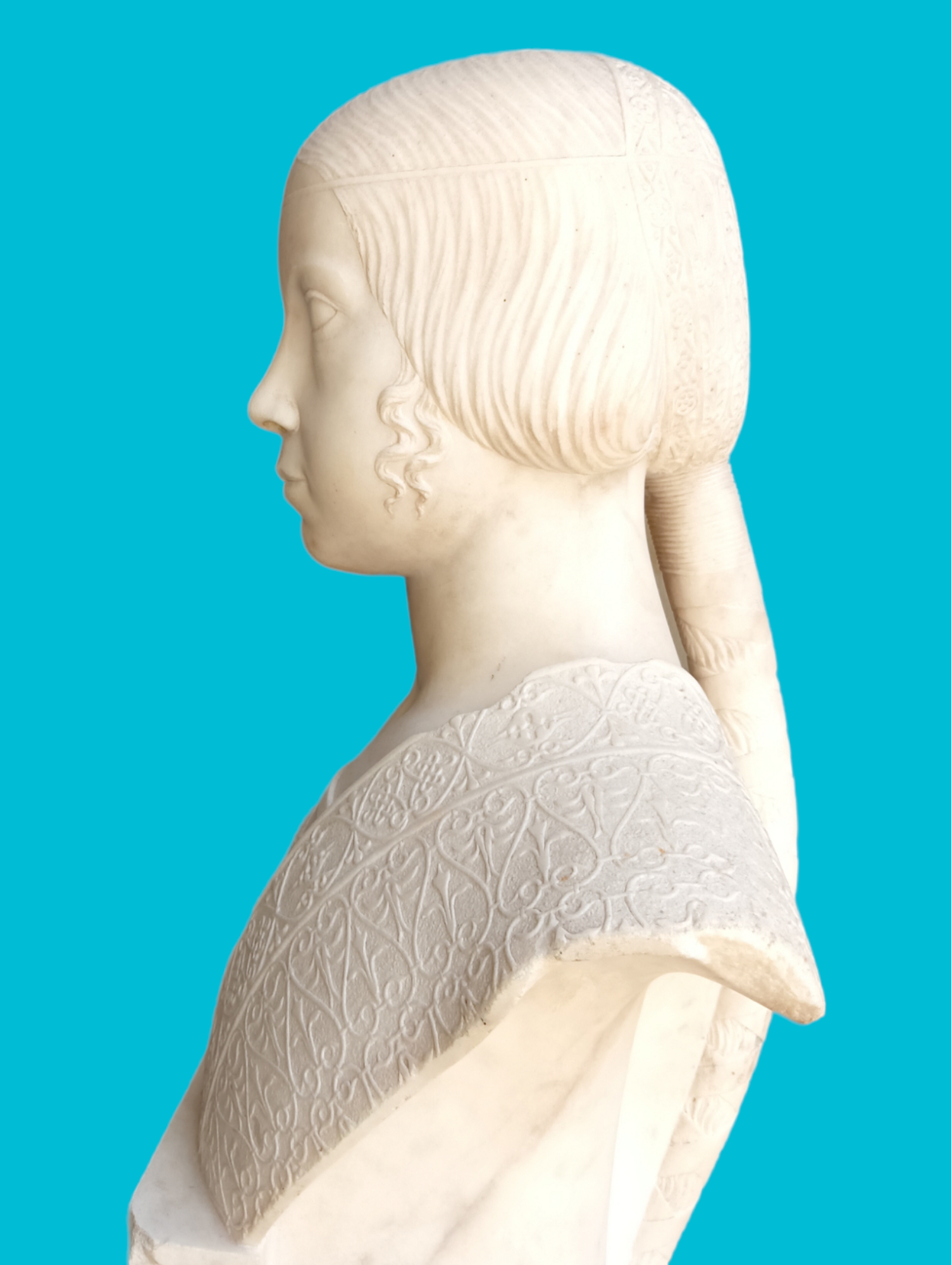
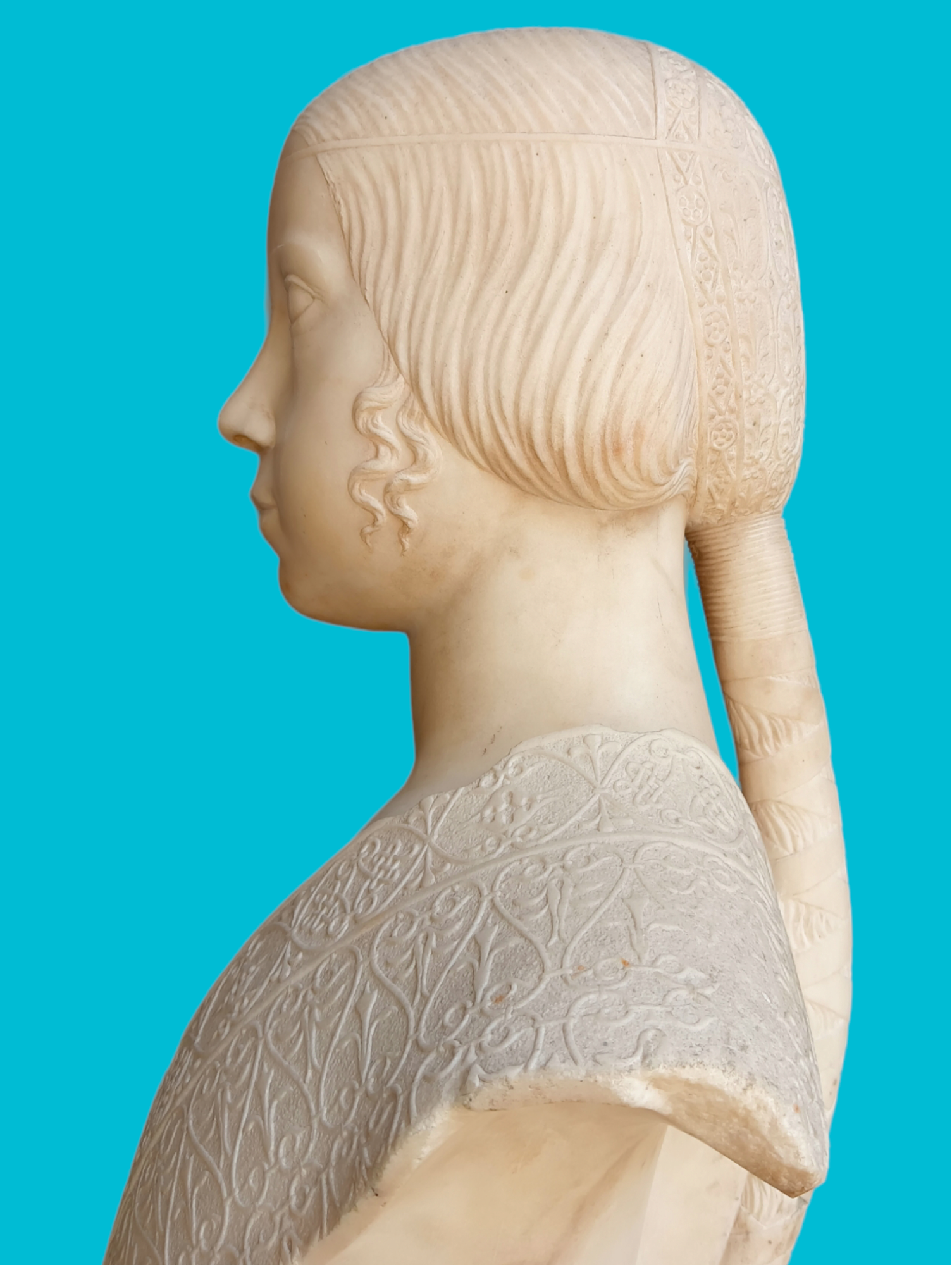

### Tre quarti

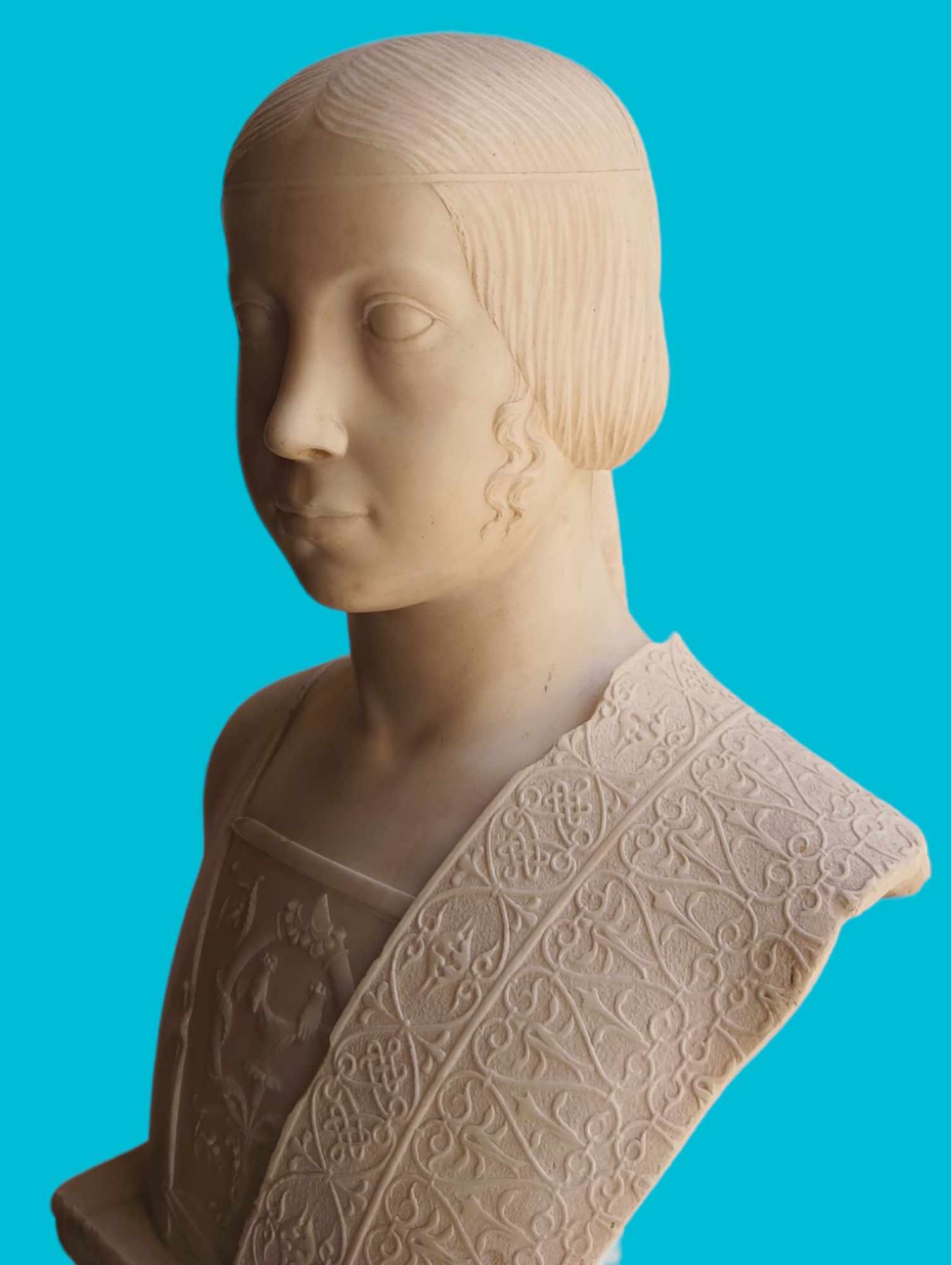
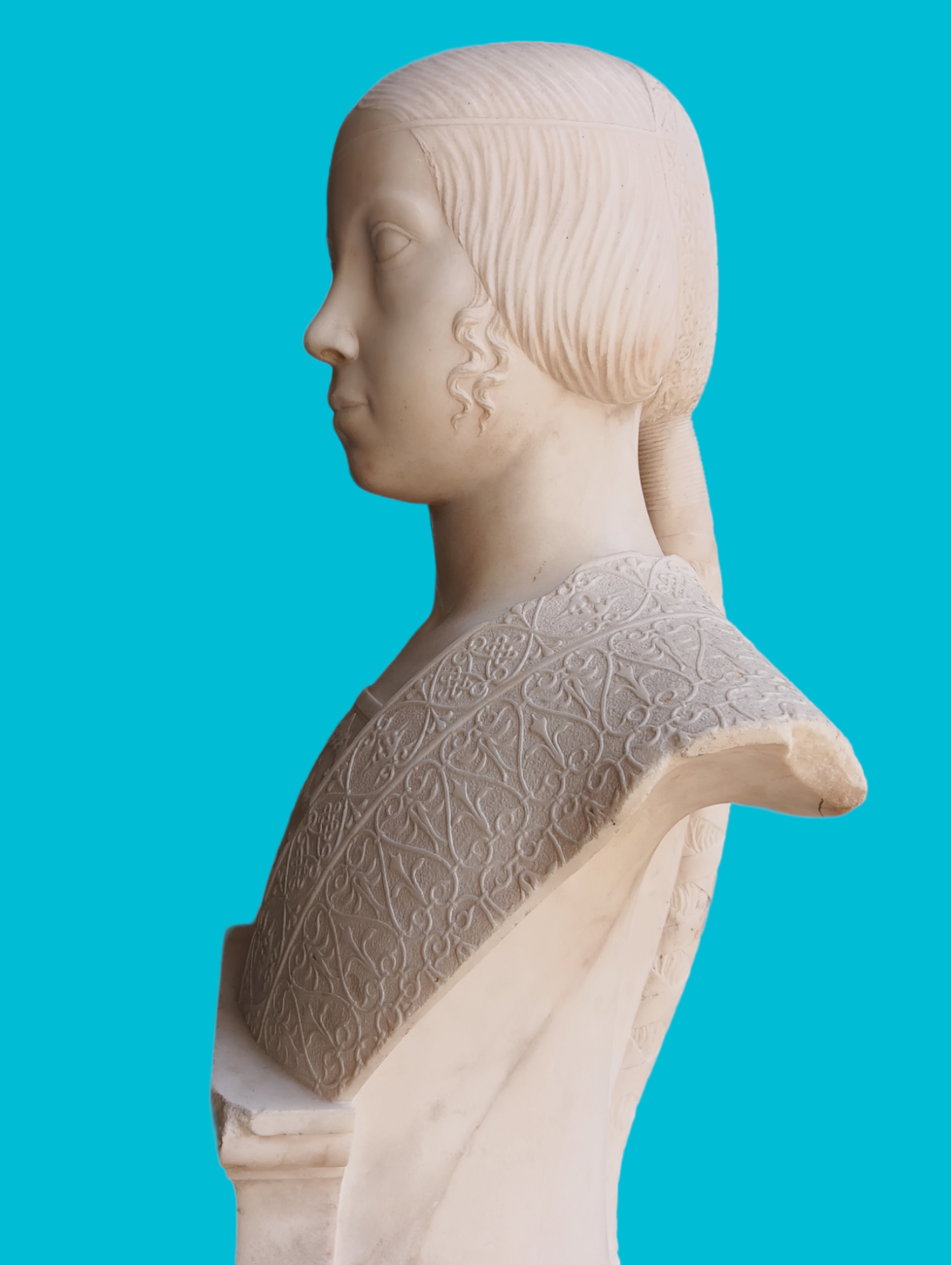

### Frontale

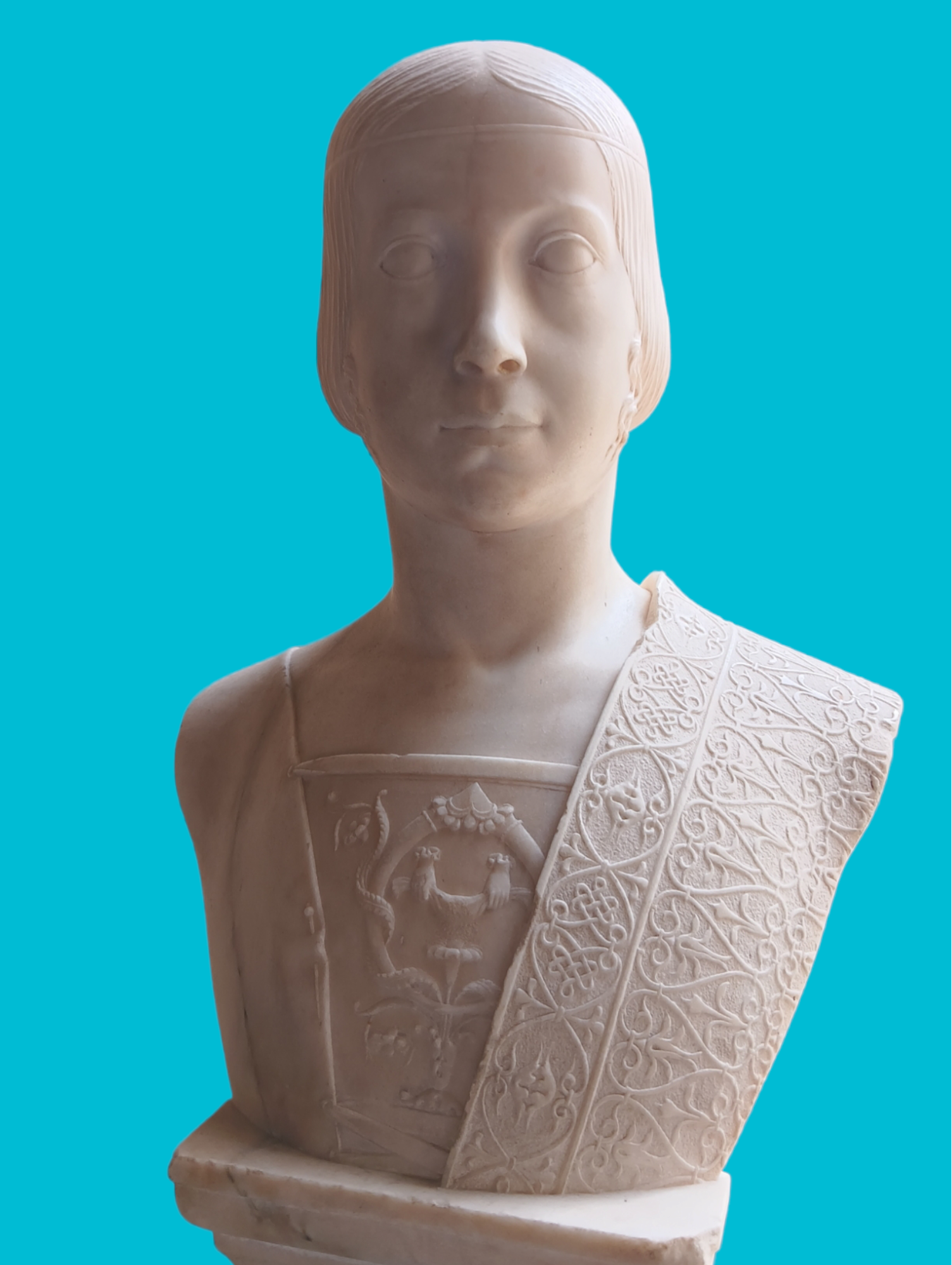
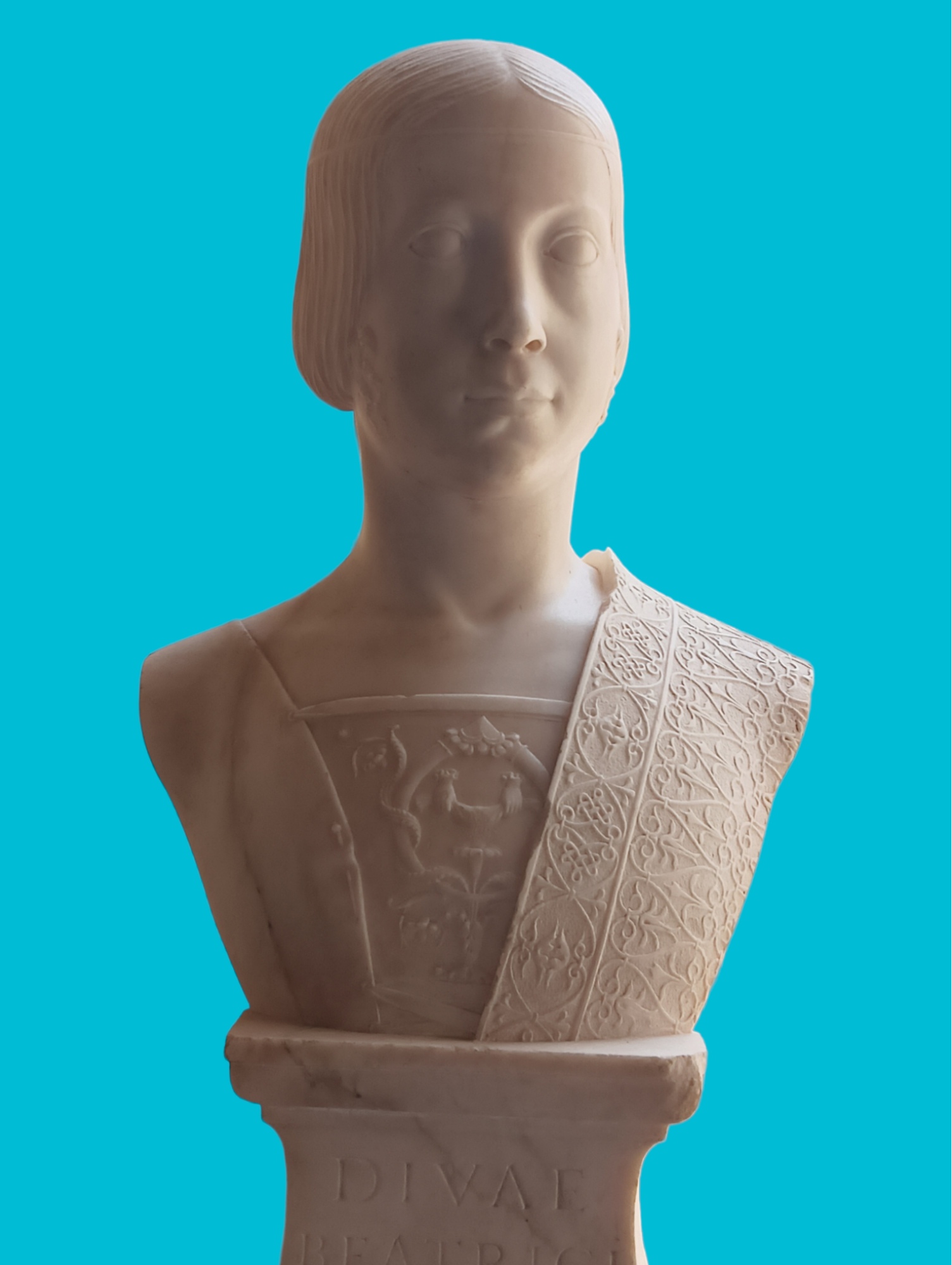
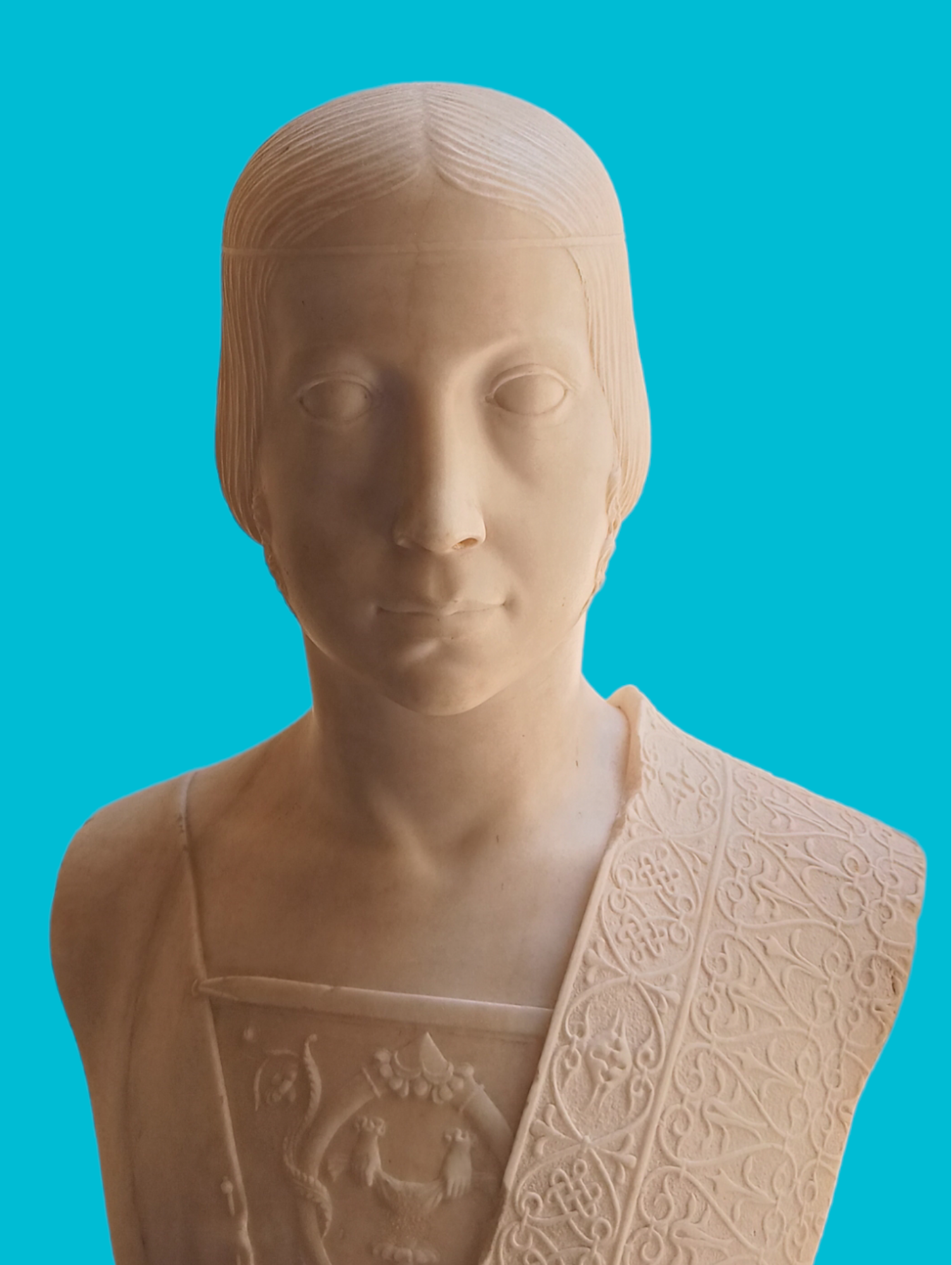
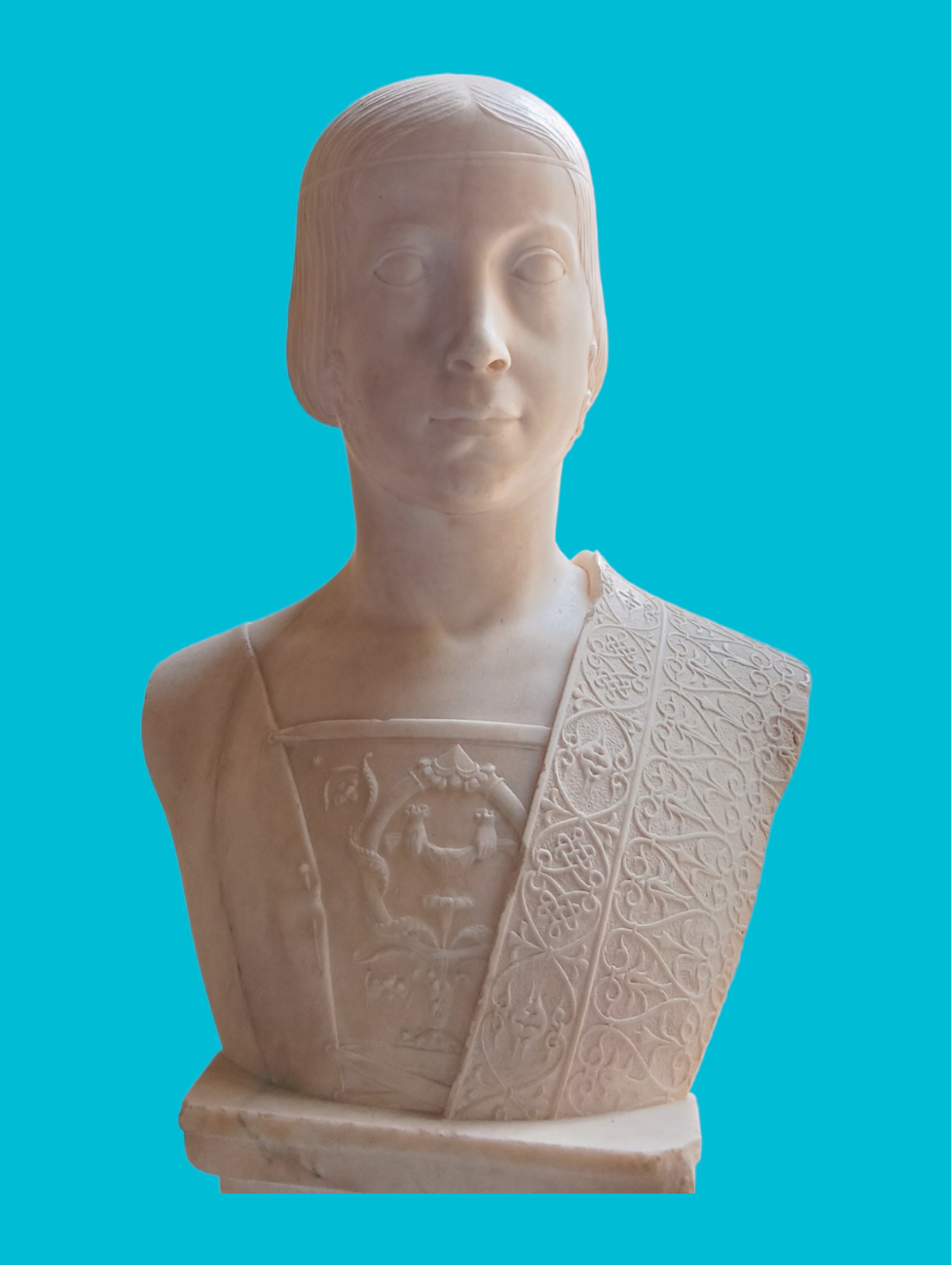

### Retro

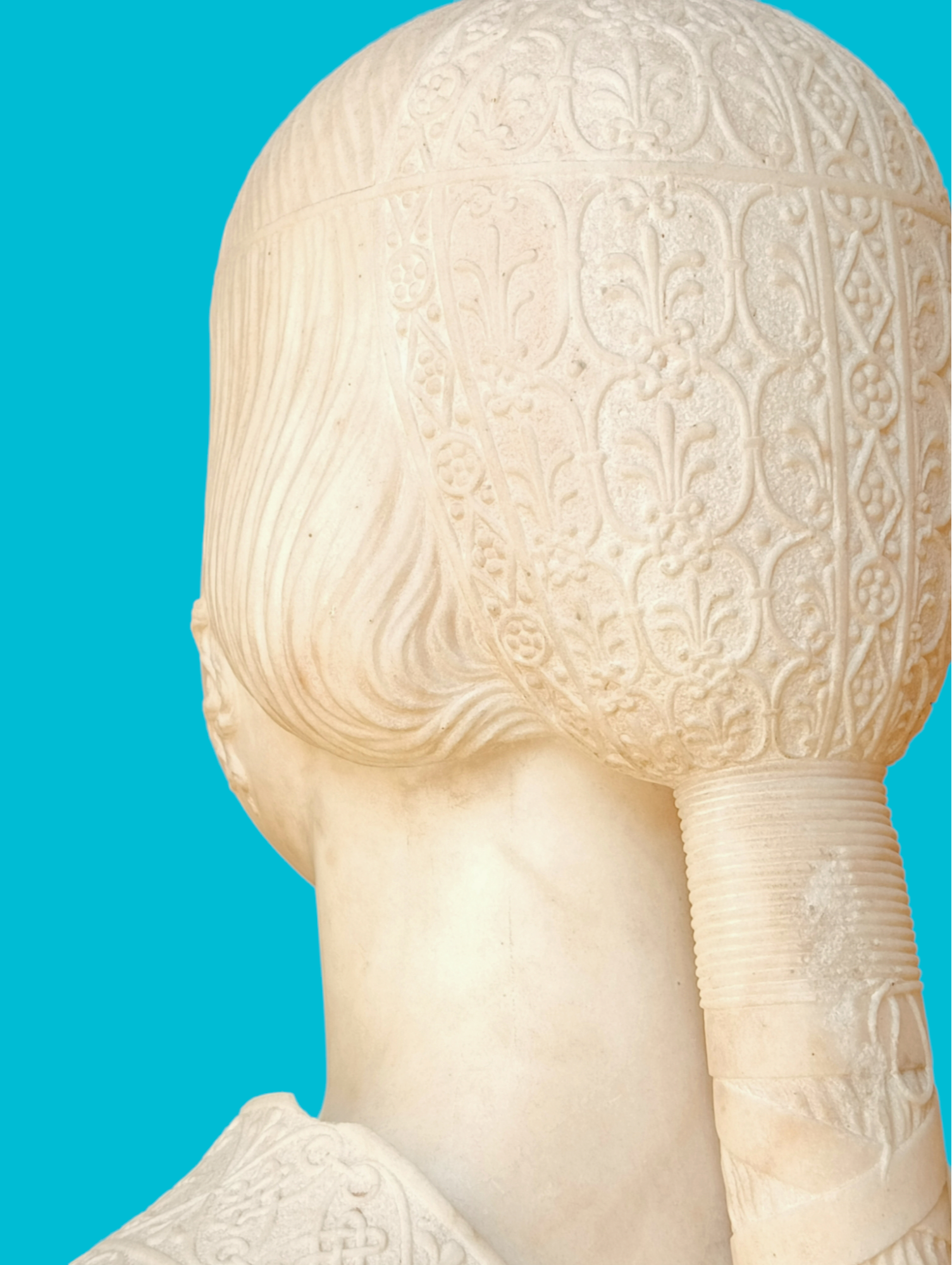
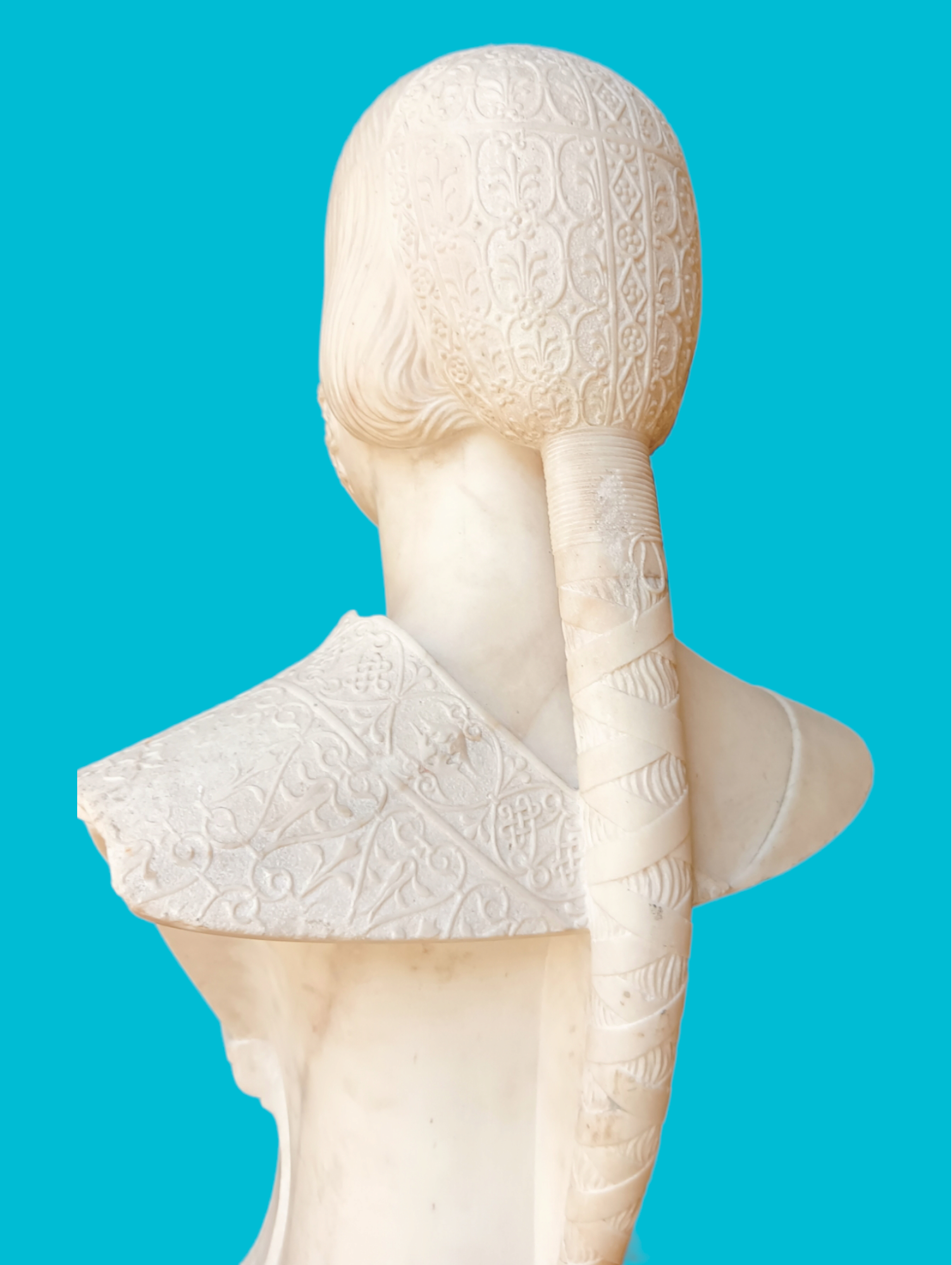
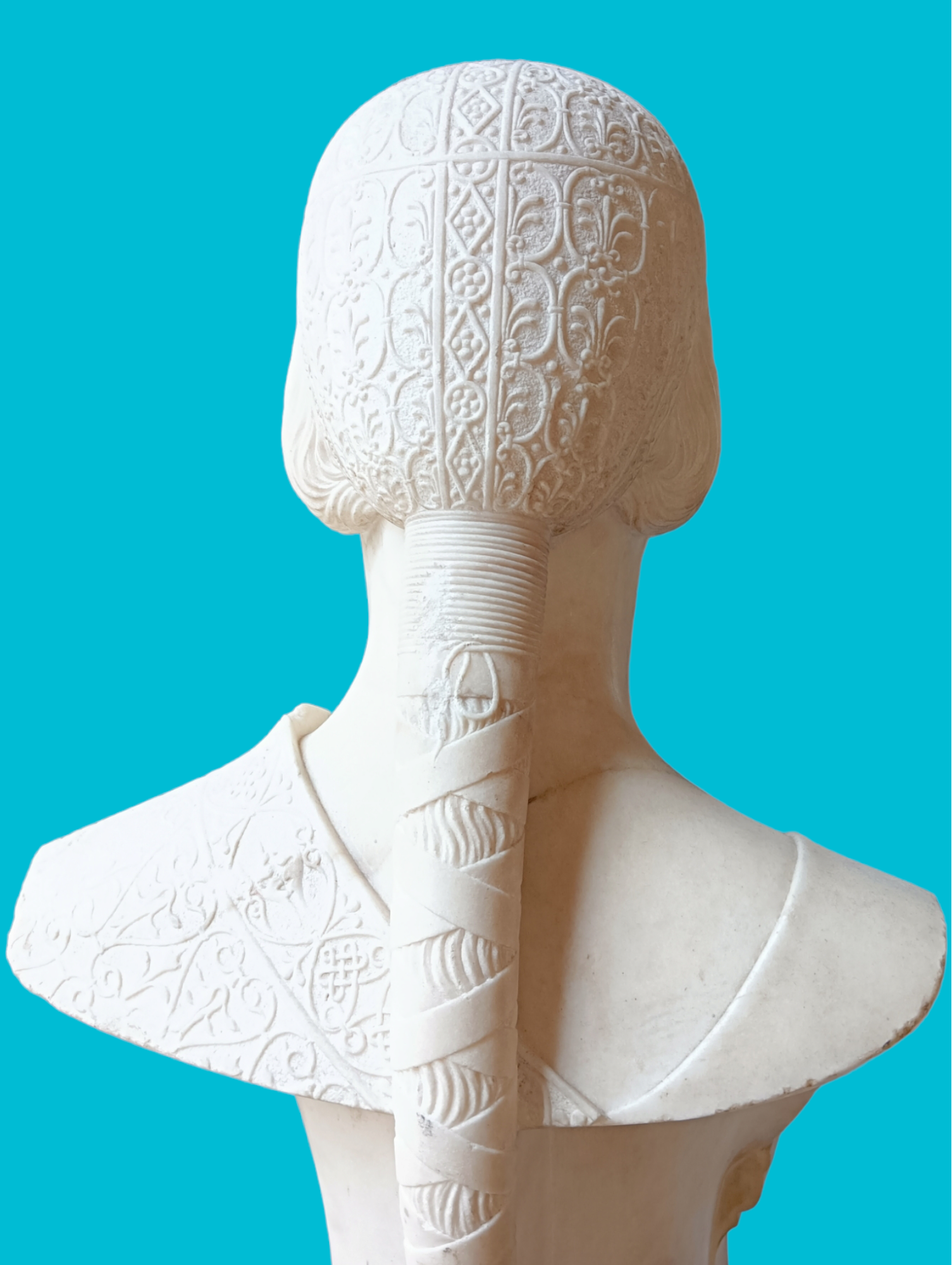